# Anthocoris pilosus
Anthocoris pilosus is een wants uit de familie van de bloemwantsen (Anthocoridae). De soort werd het eerst wetenschappelijk beschreven door Vasiliy Ewgrafowitsch Jakovlev in 1877.

## Uiterlijk
De wants is macropteer en kan 4 tot 4.5 mm lang worden.

## Leefwijze
De soort komt de winter door als volwassen wants en er zijn waarschijnlijk twee generaties per jaar. De wants leeft op allerlei loofbomen en kruiden maar voornamelijk op kleine brandnetel (Urtica urens) waar ze jagen op bladluizen en diverse kleine insecten. De volwassen dieren worden van april tot oktober aangetroffen.

## Leefgebied
Tegenwoordig is de wants in Nederland zeer zeldzaam. Vroeger kwam de soort algemeen voor in zuid Limburg, maar sinds 1965 is de wants niet meer waargenomen in Nederland. Het verspreidingsgebied strekt zich uit van Europa tot in Azië.